# The Mekons
The Mekons son una banda británica de post-punk formada en Leeds en 1976 como un colectivo de arte. Son una de las bandas de punk británicas más antiguas y prolíficas de la primera ola.
El estilo de la banda ha evolucionado con el tiempo para incorporar aspectos del country, la música folk, el rock alternativo y el dub. Son conocidos por sus estridentes espectáculos en vivo.

## Historia
La banda fue formada en 1976 por un grupo de estudiantes de arte de la Universidad de Leeds: Jon Langford, Kevin Lycett, Mark White, Andy Corrigan y Tom Greenhalgh; las bandas Gang of Four y Delta 5 se formaron a partir del mismo grupo de estudiantes. Tomaron el nombre de la banda del Mekon, un venusiano malvado e hiperinteligente que aparece en el cómic británico de los años 50 Dan Dare (impreso en la revista Eagle). The Mekons fueron descritos como una versión más caótica de Gang of Four; Lycett dijo que la banda operaba bajo el principio de que "cualquiera podía hacerlo... cualquiera podía levantarse y unirse, los instrumentos se podían intercambiar; no habría distancia entre la audiencia y la banda". 
En su segundo show, apoyando a The Rezillos en el F Club, Bob Last del sello Fast Product les ofreció un contrato discográfico. El primer sencillo de la banda fue "Never Been in a Riot", una versión satírica de "White Riot" de The Clash. El lanzamiento fue nombrado sencillo de la semana por NME.  Su segundo sencillo, "Where Were You" fue lanzado a finales de 1978 y agotó sus 27.500 copias. En ese momento, Last convenció a la banda de firmar con un sello más grande: Virgin. La popularidad de The Mekons alcanzó su punto máximo cuando tocaron en el mismo cartel que otros grupos de new wave y post punk como Gang of Four, The Fall, The Human League y Stiff Little Fingers.
Durante varios años, la banda tocó post-punk ruidoso y minimalista, lanzando singles en varios sellos. Lanzaron su primer álbum The Quality of Mercy Is Not Strnen en 1979 y después The Mekons Story de 1982, una compilación de grabaciones previas, la banda se tomó una pausa, pero a mediados de la década de 1980 (revitalizados por la huelga de los mineros del carbón de 1984) regresaron como grupo. La banda fue ampliada por la vocalista Sally Timms, la violinista Susie Honeyman, el exmiembro de The Damned Lu Edmonds, el acordeonista/vocalista Rico Bell y el ex baterista de The Rumour Steve Goulding. Comenzaron a experimentar con estilos musicales derivados del folk inglés (explorado tentativamente en el EP English Dancing Master) y la música country. Fear and Whiskey (1985), The Edge of the World (1986) y Honky Tonkin' (1987) ejemplificaron el nuevo sonido de la banda, que se basó en las innovaciones de Gram Parsons mezcladas con el espíritu punk y la postura izquierdista de la banda con el country minimalista de Hank Williams.
The Mekons Rock 'n Roll, lanzado por A&M Records en 1989, fue el primer (y único) álbum de la banda lanzado por un sello importante. El álbum contó con una instrumentación más diversa con violín, acordeón, guitarra slide y saz. No fue un éxito comercial, supuestamente vendió solo alrededor de 23,000 álbumes en Estados Unidos, pero fue recibido con elogios de la crítica. Fue nombrado octavo de los diez mejores álbumes de 1989 en la encuesta de críticos Pazz & Jop de The Village Voice. En 1991, el crítico de The New York Times, Jon Pareles, lo llamó "uno de los mejores álbumes de la década de 1980".
A lo largo de los años noventa, The Mekons continuaron grabando a un ritmo prolífico, lanzando álbumes como Curse of the Mekons (1991), Journey to the End of the Night (2000) y OOOH (2002). En abril de 2009, regresaron al estudio para completar una nueva colección de canciones, lanzadas en 2011 como Ancient and Modern en Bloodshot Records, y en una entrevista de septiembre de 2010, Jon Langford reveló que la banda haría una gira por Estados Unidos en 2011. El mismo año, se lanzó un documental sobre la banda, Revenge of the Mekons, dirigido por Joe Angio. La película se estrenó en 2013 en el festival DOC NYC.
La banda ha realizado también giras y grabaciones con una formación casi inalterada (Langford, Greenhalgh, Timms, Goulding, Bell, Edmonds, Honeyman y la bajista Sarah Corina) y ha alcanzado seguimiento de culto. Sarah Corina se fue en 2015, y Dave Trumfio la reemplazó en el bajo. The Mekons celebraron su 40 aniversario con el festival "Mekonville" cerca de Ipswich, Inglaterra, con la formación actual de 2017 y la formación original (llamada The Mekons 77) reunida. En el festival se lanzó un sencillo doble de 12 pulgadas, con una nueva canción de cada una de las dos formaciones.
La formación actual, que sigue siendo "The Mekons", también realizó varios conciertos en el Reino Unido y en otras partes de Europa en 2017. Jon Langford y Tom Greenhalgh son los únicos miembros comunes a ambas formaciones. Grabaron el álbum de 2019 Deserted en un estudio cerca del parque nacional de Árboles de Josué. En una entrevista, describieron cómo el paisaje accidentado informó la colección de canciones que escribieron.

## Discografía

### Álbumes
- 1979: The Quality of Mercy Is Not Strnen (Virgin Records / Blue Plate-Caroline Records)
- 1980: The Mekons también nombrado Devils Rats and Piggies a Special Message from Godzilla (Red Rhino Records, Cherry Red Records, Quarterstick Records)
- 1982: The Mekons Story (CNT Productions, Sin Record Company/Feel Good All Over, Buried Treasures Records)
- 1985: Fear and Whiskey (Sin Record Company)
- 1986: The Edge of the World (Sin Record Company)
- 1987: The Mekons: Honky Tonkin' (Sin Record Company, Twin/Tone Records)
- 1988: So Good It Hurts (Sin Record Company/Cooking Vinyl, Rough Trade Records Germany)
- 1989: The Mekons Rock 'n Roll (A&M Records, Blast First, Rough Trade Records Germany); (Collectors' Choice Music)
- 1991: The Curse of the Mekons (A&M Records, Blast First, Rough Trade Records Germany); (Collectors' Choice Music)
- 1993: I ♥ Mekons (Quarterstick Records/Touch and Go Records, Rough Trade Records Germany)
- 1994: Retreat from Memphis (Quarterstick Records, Rough Trade Records Germany)
- 1996: Pussy, King of the Pirates con Kathy Acker (Touch and Go Records)
- 1996: Mekons United libro y CD (Quarterstick Records)
- 1998: Me (Quarterstick Records)
- 2000: Journey to the End of the Night (Quarterstick Records)
- 2002: OOOH! (Out of Our Heads) (Quarterstick Records)
- 2004: Punk Rock (Quarterstick Records)
- 2007: Natural (Quarterstick Records)
- 2011: Ancient and Modern 1911–2011 (Bloodshot Records)
- 2015: Jura, by the mini-Mekons with Robbie Fulks (Bloodshot Records)
- 2016: Existentialism (Bloodshot Records)
- 2018: It Is Twice Blessed, por The Mekons 77 (Slow Things)
- 2019: Deserted (Bloodshot Records)
- 2020: Exquisite (lanzado via bandcamp)

### EPs
- 1983: The English Dancing Master (CNT Records, Rough Trade Records)
- 1986: Crime and Punishment (Sin Record Company)
- 1986: Slightly South of the Border (Sin Record Company)
- 1987: Hole In The Ground / Sin City / Prince Of Darkness (Sin Record Company, Cooking Vinyl, Twin/Tone Records)
- 1989: The Dream and Lie of... (A&M Records, Blast First)
- 1990: F.U.N. '90 (A&M Records, Blast First)
- 1990: Greetings Eight (Materiali Sonori, Italy)
- 1992: Wicked Midnite/All I Want (Loud Music)
- 1993: Millionaire (Quarterstick Records)
- 2007: The Brackenrigg EP (download only)

### Singles
- 1978: "Never Been In A Riot" entre "32 Weeks" y "Heart & Soul" − FAST 1 (Fast Product)
- 1978: "Where Were You?" entre "I'll Have To Dance Then (On My Own)" − FAST 7 (Fast Product)
- 1979: "Work All Week" entre "Unknown Wrecks" − VS300 (Virgin Records)
- 1980: "Teeth" entre "Guardian" y "Kill" entre "Stay Cool" (Virgin Records) – doble 7"
- 1980: "Snow" entre "Another One" (Red Rhino Records)
- 1981: "This Sporting Life" entre "Frustration" − CNT1 (CNT Records)
- 1982: "This Sporting Life" entre "Fight the Cuts" − CNT8 (CNT Records)
- 1986: "Hello Cruel World" entre "Alone & Forsaken" − Sin004 (Sin Record Company)
- 1988: "Ghosts of American Astronauts" (Sin Record Company, Cooking Vinyl, Twin/Tone Records)
- 1990: "Claw" entre "Crap Rap" con The Ex (Clawfist)
- 1990: "Sheffield Park" entre "Having a Party" (Blast First)
- 1990: "Makes No Difference" b/w "Having A Party" (Blast First)
- 1995: "Untitled 1" entre "Untitled 2" − QS31 (Quarterstick Records)
- 2017: Mekonville: "How Many Stars Are Out Tonight" entre "Still Waiting" − (Sin/Slow)

### Compilaciones
- 1980: Mutant Pop (PVC/Jem), una reedición estadounidense de varios sencillos de Fast Product, incluidos los primeros 7" de Mekons, Never Been in a Riot entre 32 Weeks y Where Were You ?, ambos lanzados por primera vez en 1978.
- 1985: "They Shall Not Pass" compilación CNT Miner's Strike incluye "Fight The Cuts" and "This Sporting Life"
- 1986: The Mekons Story
- 1987: Mekons New York (ROIR) – reeditado en 1990/2001 como New York: On the Road 86–87
- 1989: Original Sin (Rough Trade Records) – Collects together Fear and Whiskey, parts of The English Dancing Master, Crime and Punishment EP, and Slightly South of the Border EPs
- 1999: I Have Been to Heaven and Back: Hen's Teeth and other lost fragments of unpopular culture, Vol. 1 (Quarterstick Records)
- 1999: Where Were You? Hen's Teeth and other lost fragments of unpopular culture, Vol. 2 (Quarterstick Records)
- 2001: Curse of the Mekons/Fun '90— reeditamiento combinado (Collectors' Choice Music)
- 2004: Heaven & Hell: The Very Best of the Mekons (Cooking Vinyl)
- 2011: Me-Tunes (independiente)

### Freakons
- 2021 Freakons (Fluff & Gravy Records)

### Publicaciones
- 2002: Hello Cruel World: Selected Lyrics libro, escrito e ilustrado por The Mekons (Verse Chorus Press; ISBN 978-1891241147)
- 2013: Revenge of the Mekons documental dirigido por Joe Angio
- 2016: Existentialism libro, incluye el CD Existentialism (Sin Publications/Verse Chorus Press, distribuido por Bloodshot Records)